# Luštrika
Luštrika (lat. Periploca) je biljni rod iz porodice zimzelenovki raširen kroz jug Euroazije, od Ruskog dalekog istoka do Makaronezije na zapad, te po sjevernoj i tropskoj Africi.
To su zimzelene, a ponekad i listopadne otrovne penjačice. Na popisu je 16 ili 17 vrsta. U Hrvatskoj raste samo grčka luštrika (P. graeca). Vrsta Periploca angustifolia Labill. ponekad se drži kao posebna vrsta (Kew), a po nekima sinonim je za  Periploca laevigata.
Latinsko ime roda dolazi od grčke riječi »periploke«, od »peri« (naokolo) i »plokein« (uvijati se).

## Vrste
1. Periploca aphylla Decne.
2. Periploca calophylla (Wight) Falc.
3. Periploca chevalieri Browicz
4. Periploca chrysantha D.S.Yao, X.C.Chen & J.W.Ren
5. Periploca floribunda Tsiang
6. Periploca forrestii Schltr.
7. Periploca gracilis Boiss.
8. Periploca graeca L.
9. Periploca hydaspidis Falc.
10. Periploca laevigata Aiton
11. Periploca linearifolia Dillon & A.Rich.
12. Periploca purpurea Kerr
13. Periploca sepium Bunge
14. Periploca somaliensis Browicz
15. Periploca tsangii D.Fang & H.Z.Ling
16. Periploca visciformis (Vatke) K.Schum.